# Eilema flavociliata
Eilema flavociliata là một loài bướm đêm thuộc phân họ Arctiinae, họ Erebidae.